# تل گنجی
تل گنجی مربوط به سدهٔ ۴ تا ۹ ه.ق است و در شهرستان بهبهان، بخش مرکزی، دهستان حومه، ۱/۵ کیلومتری غرب روستای امام رضا واقع شده و این اثر در تاریخ ۱ مرداد ۱۳۸۶ با شمارهٔ ثبت ۱۹۲۶۸ به‌عنوان یکی از آثار ملی ایران به ثبت رسیده است.